# Yuan Huaqing
Yuan Huaqing (Sichuan, ...) è uno scrittore, traduttore e grammatico cinese naturalizzato italiano.

## Biografia
Laureato a Pechino in lettere e lingue straniere, ha lavorato come docente d'italiano in un Istituto Universitario di Pechino, poi come redattore della rivista settimanale Pechino informazioni e come direttore della rivista La Cina in italiano. In Cina ha tradotto e pubblicato romanzi di Moravia, Calvino, Sciascia,  Pratolini, Natalia Ginzburg, Elsa Morante e altri.
Dal 1987 è residente a Milano, in Italia, dove lavora, traduce e scrive. Fra le sue pubblicazioni principali figurano Dizionario italiano-cinese e cinese-italiano, Grammatica cinese, Scrittura cinese, Io parlo cinese, ecc.
Attualmente insegna presso l'Università Cattolica di Milano.

## Opere

### Opere in italiano
- Yuan Huaqing. I Ching. Il libro della mutazione, Vallardi A. 1993
- Yuan Huaqing. Parlo italiano per cinesi, Vallardi A., 1998
- Yuan Huaqing. Cinese, Vallardi A., 2000
- Yuan Huaqing. Italiano facile per cinesi, Vallardi A., 2001
- Yuan Huaqing. Shangay baby, Rizzoli, 2001
- Yuan Huaqing. Parlo cinese, Vallardi A., 2003
- Yuan Huaqing. Grammatica cinese, Vallardi A., 2004
- Yuan Huaqing. Grammatica cinese facile, Vallardi A., 2007
- Yuan Huaqing. La scrittura cinese, Vallardi A., 2008
- Yuan Huaqing. Dizionario cinese super, Vallardi A., 2010

### Opere in cinese
- Dangling Man of Saul Bellow (tradotto dall'inglese)

- The trial of Franz Kafka (tradotto dall'inglese)

- The music of black americans of Eileen Southern (tradotto dall'inglese)